# محصورسازی

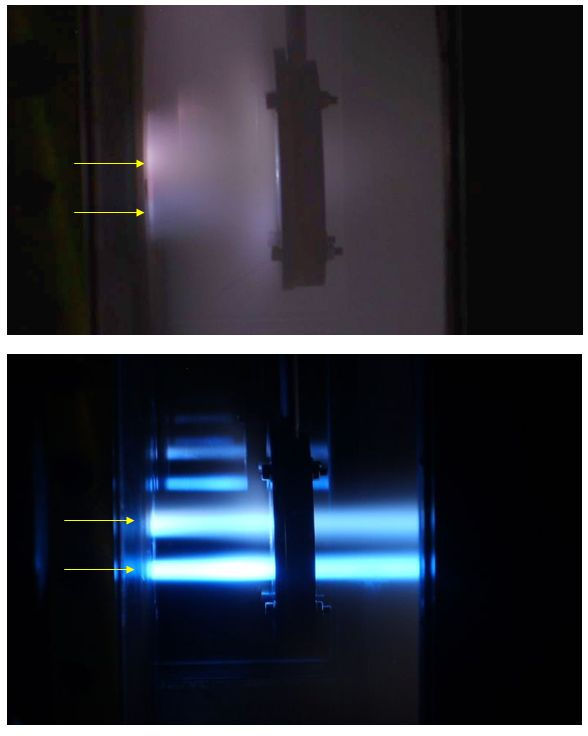
پلاسما بدون (بالا) و با (پایین) میدان مغناطیسی

محصور سازی (به انگلیسی: Containment) در فرایند واکنش گرماهسته‌ای کنترل شده، فرایند جلوگیری از برخورد پلاسما با دیواره‌های ظرفی که در آن جای دارد، نامیده می‌شود. زمان تقریبی برای اینکه یون‌ها توسط میدان احاطه‌کننده به دام افتاده باقی بمانند، زمان محصور سازی نامیده می‌شود.
محصورسازی غالبا بر دو نوع است:
- محصورسازی مغناطیسی
- محصورسازی لیزری

اما روش‌های دیگری نیز وجود دارد (همانند روش همجوشی هسته‌ای با یون‌های سنگین)